# Isturgia nigricaria
Isturgia nigricaria är en fjärilsart som beskrevs av Bubacek 1915. Isturgia nigricaria ingår i släktet Isturgia och familjen mätare. Inga underarter finns listade i Catalogue of Life.